# Lignispalta
Lignispalta là một chi bướm đêm thuộc họ Noctuidae.

## Loài
- Lignispalta caerulea (Robinson, 1969)
- Lignispalta diversisigna (Prout, 1928)
- Lignispalta incertissima (Bethune-Baker, 1906)
- Lignispalta viridaria (Swinhoe, 1902)